# Absintsäckmal
Absintsäckmal (Coleophora absinthii) är en fjärilsart som beskrevs av Hermann von Heinemann och Maximilian Ferdinand Wocke 1876. Absintsäckmal ingår i släktet Coleophora och familjen säckmalar. Enligt den finländska rödlistan är arten starkt hotad i Finland. Arten är reproducerande i Sverige. Artens livsmiljö är torra gräsmarker. Inga underarter finns listade i Catalogue of Life.